# Голяма кискада
Голяма кискада (Pitangus sulphuratus) е вид птица от семейство Tyrannidae.

## Разпространение
Видът е разпространен в Аржентина, Белиз, Боливия, Бразилия, Венецуела, Гватемала, Гвиана, Еквадор, Колумбия, Коста Рика, Мексико, Никарагуа, Панама, Парагвай, Перу, Салвадор, Суринам, САЩ, Тринидад и Тобаго, Уругвай, Фолкландски острови, Френска Гвиана, Хондурас, Чили и Южна Джорджия и Южни Сандвичеви острови.